# Kimi Ga Yo

Noten der Nationalhymne

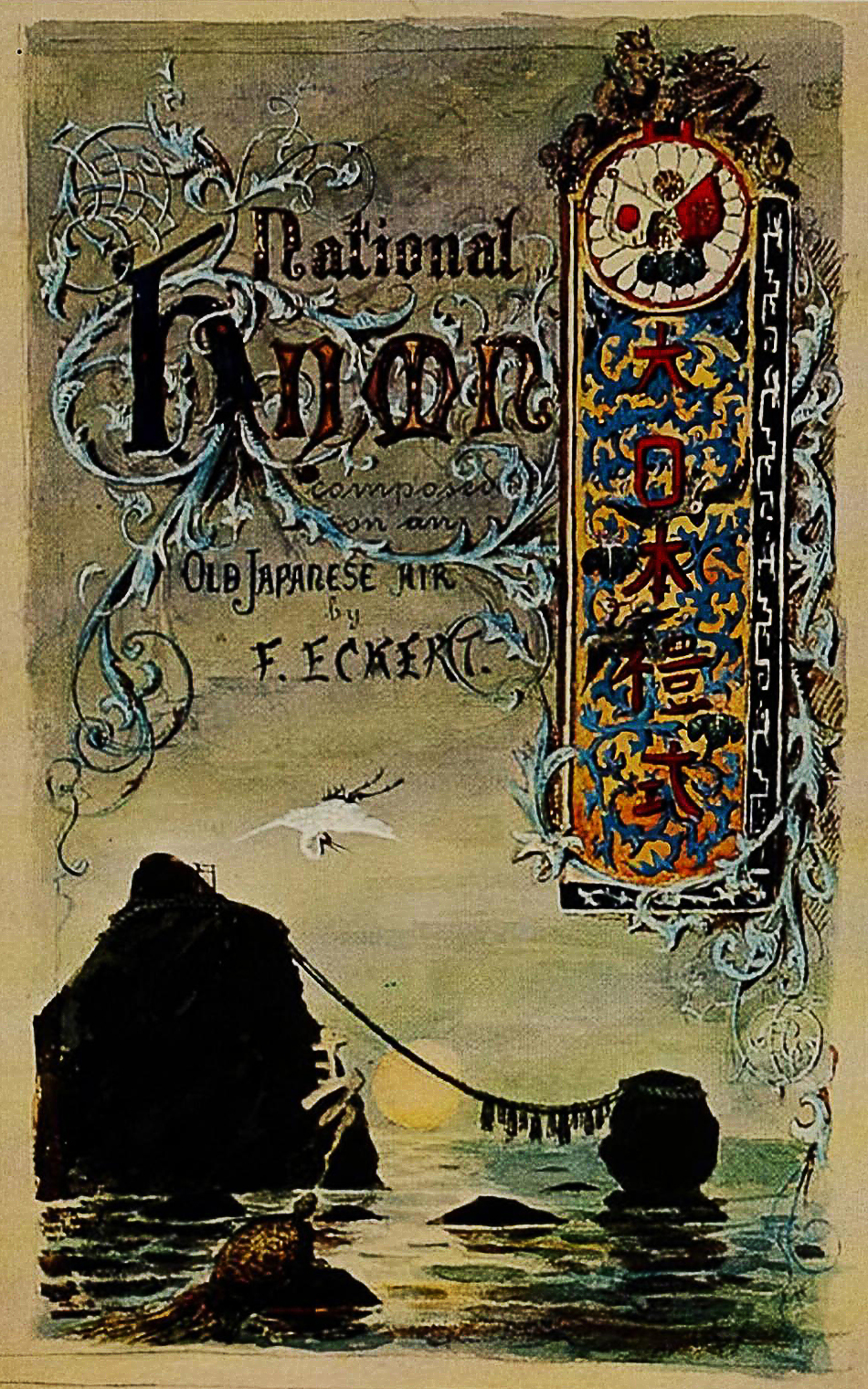
Umschlagentwurf von Curt Adolph Netto aus dem Jahre 1880 für die von Franz Eckert bearbeitete Partitur der japanischen Nationalhymne

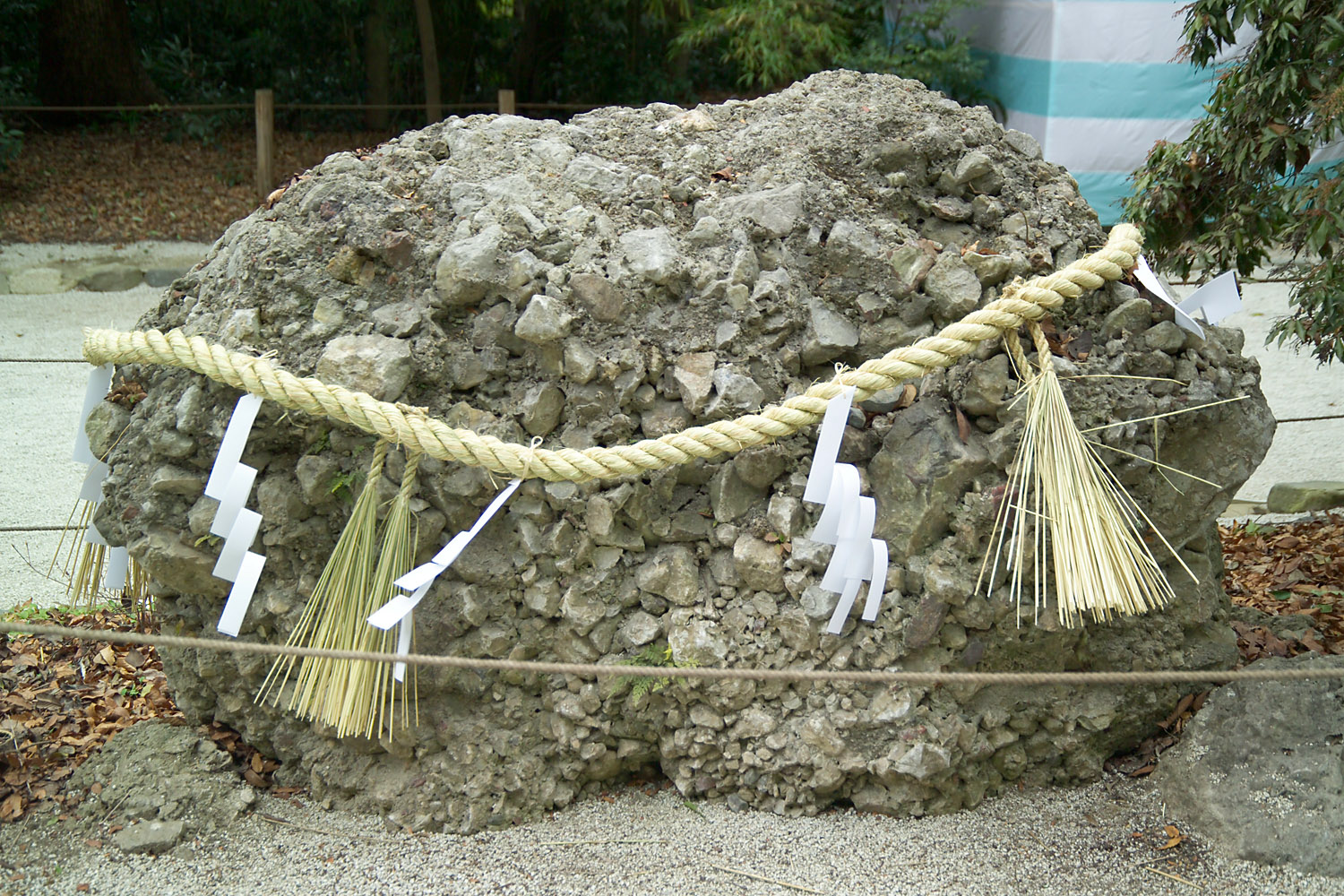
Ein Sazare-ishi (細石), ein aus Steinen gewordener Fels, im Shimogamo-Schrein

Das Kimi Ga Yo (jap. 君が代) ist die Nationalhymne Japans.

## Text
| Original     | Hepburn-Transkription | Deutsche Übersetzung      |
| ------------ | --------------------- | ------------------------- |
| 君が代は     | kimi ga yo wa         | Eure Herrschaft währe     |
| 千代に       | chi-yo ni             | tausend Generationen,     |
| 八千代に     | yachi-yo ni           | achttausend Generationen, |
| 細石の       | sazare ishi no        | bis ein Steinchen         |
| 巌となりて   | iwao to narite        | zum Felsen wird           |
| 苔の生すまで | koke no musu made     | auf dem Moos sprießt.     |

## Entstehungsgeschichte
Der Text geht auf ein von einem unbekannten Autor stammendes Tanka, ein japanisches Kurzgedicht, in der im Jahr 905 veröffentlichten Anthologie Kokin-wakashū zurück. Diese frühe Form zeigt einen etwas anderen Anfang als der heute verwendete Text, der erstmals während der Kamakura-Zeit in Druckausgaben der von Fujiwara no Kintō kompilierte Liedersammlung Wakan rōei-shū erschien. Die zunächst zum Jahreswechsel am Hofe verwendeten Verse fanden seit der Kamakura-Zeit nach und nach als allgemeines Glückwunschlied Verwendung. Zugleich wurden sie in allerlei Abwandlungen in Liedersammlungen gedruckt. Während der Edo-Zeit verbreiteten sie sich weiter, erscheinen in Erzählungen, in Schiffs- und Tanzliedern, Balladen und Puppenspiel-Libretti.
Die Nutzung als Text der Nationalhymne geht auf den auch lyrisch beschlagenen Hauptmann und späteren Armeeminister und Feldmarschall Ōyama Iwao zurück, der eine Anregung des in Yokohama stationierten britischen Militärmusikers John William Fenton aufgriff. Die von Fenton vorgeschlagene Melodie war der erste Versuch, japanische und westliche Musik zu verbinden, sie wurde jedoch nur bis 1876 verwendet. Um diese Zeit existierten noch zwei anonyme Versionen im Stil buddhistischer Rezitationen und eine Version für den Schulgebrauch mit wagon-Begleitung. 1876 machte der Marinemusiker Nakamura Suketsune (中村 祐庸) einen weiteren Vorschlag. Im Jahr 1880 arrangierte Hayashi Hiromori (林 広守) eine von dem ihm unterstellten Hofmusiker Oku Yoshiisa (奥 好義) konzipierte getragenere Melodie, für die der in Japan weilende preußische Militärmusiker, Fentons Nachfolger als Leiter der Marineband, Franz Eckert eine westliche Instrumentation entwickelte. Diese Version wurde erstmals am 3. November 1880 anlässlich des Geburtstags des Kaisers aufgeführt. 1914 nahm die japanische Marine diese Version in ihren Zeremonialbestimmungen auf. Seitdem galten Text und Melodie de facto als Nationalhymne.
Da nach dem Zweiten Weltkrieg das Volk zum neuen Souverän des Landes wurde, kam es um die Verwendung des Textes zu heftigen Auseinandersetzungen. 1950 sprach sich der Kultusminister Amano Teiyū in einer informellen Mitteilung für die Verwendung der Hinomaru-Flagge und des Kimi Ga Yo in den Schulen aus. 1958 wurde diese Position in die Lehrpläne (Gakushū shidō yōryō) aufgenommen. Es folgten heftige Kämpfe besonders mit der japanischen Lehrergewerkschaft 日本教職員組合 (Nihon Kyōshokuin Kumiai) um die Flaggenhissung und das Singen des Kimi Ga Yo am Schuljahresbeginn und bei Schulabschlusszeremonien. Seit 1989 ist dies an Schulen verbindlich, doch erst 1999 wurde das Kimi Ga Yo zusammen mit der japanischen Hinomaru-Flagge per Gesetz zum Nationalsymbol Japans deklariert.